# Rubus ordovicum
Rubus ordovicum är en rosväxtart som beskrevs av Newton. Rubus ordovicum ingår i släktet rubusar, och familjen rosväxter. Inga underarter finns listade i Catalogue of Life.